# Gaspar Panadero Zamora
Gaspar Panadero Zamora (Tarazona de la Mancha, Albacete, 9 de diciembre de 1997) es un futbolista español que juega de centrocampista y está sin equipo tras abandonar la disciplina del Linares Deportivo.

## Trayectoria
Nacido en Tarazona de la Mancha, Albacete, Castilla-La Mancha, se unió al equipo juvenil de la U. D. Almería en 2012, a los 14 años, después de haberse iniciado en el Albacete Balompié. Hizo su debut con el equipo B en la temporada 2013-14, en Segunda División B. 
El 12 de septiembre de 2014 jugó por primera vez en Primera División, durante los últimos seis minutos en el empate 1-1 en casa contra el Córdoba C. F., a la edad de 16 años y 277 días, convirtiéndose así en el manchego más joven en debutar con un club en la máxima categoría del fútbol español, y el vigésimo en general.
En abril de 2018, ya consolidado en el primer equipo de la U. D. Almería, sufrió una rotura de ligamento cruzado en la rodilla derecha.
En enero de 2020 abandonó el conjunto almeriense para jugar en el Al-Wahda de los Emiratos Árabes Unidos.
En agosto de ese mismo año volvió al fútbol español de la mano del Cádiz C. F., equipo recién ascendido a Primera División, que el 5 de octubre lo cedió a la S. D. Ponferradina, en ese momento equipo de la Segunda División.
Un año después de su llegada al conjunto gaditano se marchó al Qarabağ F. K. azerí. Allí solo jugó cuatro encuentros en la primera mitad del curso, por lo que el 31 de enero de 2022 fue cedido al AEK Larnaca hasta el mes de junio.
En enero de 2024 regresó al fútbol español después de fichar por el Linares Deportivo.

## Selección nacional
El 17 de septiembre de 2014 fue llamado a la selección de fútbol sub-19, junto con su compañero Antonio Marín. Hizo su debut el 27 de enero de 2015, con la asistencia a Borja Mayoral en el gol de la victoria por 1-0, en casa, contra Catar.

## Estadísticas
Actualizado al último partido disputado el 21 de abril de 2024.
| Club                                                   | Div.          | Temporada     | Liga  | Liga  | Copas nacionales(1) | Copas nacionales(1) | Copas internacionales(2) | Copas internacionales(2) | Total | Total |
| Club                                                   | Div.          | Temporada     | Part. | Goles | Part.               | Goles               | Part.                    | Goles                    | Part. | Goles |
| ------------------------------------------------------ | ------------- | ------------- | ----- | ----- | ------------------- | ------------------- | ------------------------ | ------------------------ | ----- | ----- |
| U. D. Almeria "B" · España                             | 2.ª B         | 2013-14       | 1     | 0     | —                   | —                   | —                        | —                        | 1     | 0     |
| U. D. Almeria "B" · España                             | 2.ª B         | 2014-15       | 19    | 0     | —                   | —                   | —                        | —                        | 19    | 0     |
| U. D. Almería · España                                 | 1.ª           | 2014-15       | 1     | 0     | 0                   | 0                   | —                        | —                        | 1     | 0     |
| U. D. Almeria "B" · España                             | 2.ª B         | 2015-16       | 33    | 1     | —                   | —                   | —                        | —                        | 33    | 1     |
| U. D. Almeria "B" · España                             | 3.ª           | 2016-17       | 31    | 2     | —                   | —                   | —                        | —                        | 31    | 2     |
| U. D. Almeria "B" · España                             | Total club    | Total club    | 84    | 3     | 0                   | 0                   | 0                        | 0                        | 84    | 3     |
| U. D. Almería · España                                 | 2.ª           | 2016-17       | 7     | 1     | 0                   | 0                   | —                        | —                        | 7     | 1     |
| U. D. Almería · España                                 | 2.ª           | 2017-18       | 25    | 1     | 0                   | 0                   | —                        | —                        | 25    | 1     |
| U. D. Almería · España                                 | 2.ª           | 2018-19       | 3     | 0     | 0                   | 0                   | —                        | —                        | 3     | 0     |
| U. D. Almería · España                                 | 2.ª           | 2019-20       | 10    | 0     | 1                   | 0                   | —                        | —                        | 11    | 0     |
| U. D. Almería · España                                 | Total club    | Total club    | 46    | 2     | 1                   | 0                   | 0                        | 0                        | 47    | 2     |
| Al Wahda · Emiratos Árabes Unidos                      | 1.ª           | 2019-20       | 5     | 1     | —                   | —                   | —                        | —                        | 5     | 1     |
| Al Wahda · Emiratos Árabes Unidos                      | Total club    | Total club    | 5     | 1     | 0                   | 0                   | 0                        | 0                        | 5     | 1     |
| S. D. Ponferradina · España                            | 2.ª           | 2020-21       | 24    | 1     | 0                   | 0                   | —                        | —                        | 24    | 1     |
| S. D. Ponferradina · España                            | Total club    | Total club    | 24    | 1     | 0                   | 0                   | 0                        | 0                        | 24    | 1     |
| Qarabağ F. K. Azerbaiyán                               | 1.ª           | 2021-22       | 4     | 0     | 0                   | 0                   | 0                        | 0                        | 4     | 0     |
| Qarabağ F. K. Azerbaiyán                               | Total club    | Total club    | 4     | 0     | 0                   | 0                   | 0                        | 0                        | 4     | 0     |
| AEK Larnaca Chipre                                     | 1.ª           | 2021-22       | 4     | 0     | 2                   | 2                   | —                        | —                        | 6     | 2     |
| AEK Larnaca Chipre                                     | Total club    | Total club    | 4     | 0     | 2                   | 2                   | 0                        | 0                        | 6     | 2     |
| Linares Deportivo · España                             | 1.ª F         | 2023-24       | 2     | 0     | —                   | —                   | —                        | —                        | 2     | 0     |
| Linares Deportivo · España                             | Total club    | Total club    | 2     | 0     | 0                   | 0                   | 0                        | 0                        | 2     | 0     |
| Total carrera                                          | Total carrera | Total carrera | 169   | 7     | 3                   | 2                   | 0                        | 0                        | 172   | 9     |
| (1) Incluye datos de la Copa del Rey y Copa de Chipre. |               |               |       |       |                     |                     |                          |                          |       |       |